# Noctueliopsis atascaderalis
Noctueliopsis atascaderalis is een vlinder uit de familie van de grasmotten (Crambidae), uit de onderfamilie van de Odontiinae. De wetenschappelijke naam van deze soort is voor het eerst voorgesteld als Noctuelia atascaderalis door Eugene Gordon Munroe in een publicatie uit 1951.
De soort komt voor in de Verenigde Staten (Californië).